# 小島忠治
小島 忠治（こじま ちゅうじ、1911年2月7日 - 1974年1月9日）は、日本の教育者、教育学者。

## 略歴
神奈川県横浜市出身。1943年法政大学文学部国漢科卒。小学校教師を務め、東横学園小学校校長、和光学園主事。日本私立小学校連合会副会長。国語教育が専門。

## 著書
- 『生活学習の力動的展開』 (カリキュラム・シリーズ) 誠文堂新光社 1949
- 『生活カリキュラムと国語学習』教育文化出版社 1949
- 『教育課程相談』 (教育実践相談叢書)朝倉書店 1950
- 『国語表現学習の研究』 (教育文化新書) 教育文化出版社 1950
- 『表現能力をのばす』 (教育実践文庫) 明治図書出版 1952
- 『学校生活でこまることはありませんか?』 (私たちの相談室) 山本耀也絵 東西文明社 1956
- 『校舎を生かそう』東洋館出版社 1964

### 共編著
- 『「まこと」の国語教育』小原東治共著 育英書院 1935
- 『国民教育の新構想』下地恵常共著 同文館 1942
- 『ローマ字とくほん 第1』桜庭信之共編 研究社 1947
- 『学習当用辞典』篠原重利共著 誠教社 1948
- 『のびる作文 冬から春へ 國語自由研究 第4集』篠原重利共編 誠敎社 1948
- 『生活カリキュラムの実践 小学校学年別』編. 教育文化出版社, 1949
- 『小学校低学年の特別教育活動』 (特別教育活動シリーズ 小学校篇) 宮地忠雄共著 金子書房 1952
- 『子どもの社会性を育てる』 (初等教育新書) 大浦猛共編 東洋館出版社 1953
- 『たのしい作文教室』 (精選学校図書館全集) 森比左志共著, 山本耀也絵 東西文明社 1953
- 『家庭生活でこまることはありませんか?』 (私たちの相談室) 山下俊郎,久保田浩共著, 山本耀也絵 東西文明社 1956
- 『学級経営の技術』 (講座・初等教育技術) 梅根悟共著 東洋館出版社 1957
- 『学校行事99の相談』 (教師のための相談選書) 編 明治図書出版 1958
- 『一年生の父母と先生』小島忠治 等編. 新光閣書店 1966